# Herring Island, Antarktis
Herring Island är en ö i Antarktis. Den ligger i havet utanför Östantarktis. Australien gör anspråk på området.